# Batalla de Baidoa
La batalla de Baidoa fou el nom donat als combats entre milicians lleials al Govern Federal de Transició de Somàlia i l'exèrcit etíop d'un costat, i les milícies de la Unió de Corts Islàmiques de Somàlia de l'altra. El 20 de desembre les forces del govern estaven en retirada. L'arribada d'importants contingents etíops va canviar el signe de la guerra, utilitzant tancs, artilleria i aviació, de les que els islamistes no disposaven. La batalla fou equilibrada fins al dia 22 quan van intervenir els etíops, que no van tenir cap obstacles serios. Del 22 al 26 és ja només la relació dels avanços etíops cap a la capital.
El 20 de desembre del 2006 es van iniciar els combats a 25 km al sud de Baidoa on les corts van anunciar la conquesta de la base de Daynuunay. Els combats es van traslladar a la base islamista de Moode Moode i els etíops van començar a usar canons i tancs. Les baixes van començar a ser nombroses i contradictòries.
S'informava de combats a Iidale a 55 km al sud de Baidoa, a Buulo Jadid a 23 km al nord i a Manaas, a 30 km al sud-oest. El GFT acusava de l'atac de Iidale a Abu Taha al-Sudan, que els americans assenyalaven com un dels responsables dels atemptats a les seves ambaixades a Nairobi i Dar es Salam el 1988. El govern al·legava que controlava Daynuunay.
L'enviat de la Unió Europea Louis Michel va aterrar a Baidoa per entrevistar-se amb les dues parts i després a Mogadiscio
 i es va acordar una trobada a Khartum en una data futura no determinada.
A Dadaab (Kenya), l'ajudant de l'Alt Comissionat pels Refugiats Wendy Chamberlin, va informar que 34.000 persones havien arribat als camps però que suposava que els fugitius eren uns 80.000. El Programa Mundial d'Aliments va tractar de portar ajut humanitari. Les corts informaven de combats molt durs.
El dia 21 de desembre el president de Puntland Mohammud Musse Hersi, àlies Adde, va informar de fortes pèrdues per part de les corts i deia que la lluita a Iidale i Dayniinay continuava. Les perspectives no eren bones pel govern
El dia 22 de desembre el GFT va anunciar que havia causat moltes baixes a l'enemic i les corts per la seva part deien el mateix però el govern deia que avançava cap a Dinsoor. El canvi s'havia produït per la intervenció de forces etíops. 20 tancs etíops T-55 i 4 helicòpters de combat foren vistos prop de Baidoa cap a Iidale. Les informacions parlaven de què Etiòpia disposaria de fins a 50 tancs. S'informava de la mort de civils.
Al nord, a Mudug, 500 soldats etíops amb 8 tancs i 30 vehicles pesats es van dirigir a Bandiradley, en poder de les corts. El govern informava de 500 soldats eritreus en les files dels islamistes, a Buurhakaba o Burhakaba, i que les forces enemigues havien estat destruïdes a Dinsoor. 90 cossos d'islamistes foren trobats a Moode Moode, testimoniats per un fotògraf de l'Associated Press.
El consell de les corts va declarar la guerra al Govern Federal de Transició (GFT) i a Etiòpia.
El 23 de desembre la lluita encara es mantenia a l'entorn de Baidoa, especialment a Iidale i Dinsoor, a 60 i 120 km al sud. El govern informava que en la lluita havien mort uns 500 soldats enemics i que molts dels morts eren nois molts joves, quasi nens, enviats a lluitar per les corts.
Les corts van declarar que era una guerra religiosa La lluita seguia encara prop de Daynunay a 20 km al sud de Baidoa. Els islamistes van cridar combatents d'altres països a ajudar-los en la guerra santa. El cap de la defensa de les corts xeic Yusuf Mohammed Siad Indho-adde, va fer la crida i va dir que havien conquerit Tiyoglow i la regió de Bakool. Periodistes independents van poder comprovar que Iidale havia estat conquerida per les corts i hi havia morts etíops, informacions que el GFT va rebutjar com a propaganda. 200 ferits de cada bàndol havien entrat en hospitals segons la Creu Roja.
El dia 24 de desembre el comandant islamista a Burhakaba, Abdulahi Gedow, va reivindicar la conquesta de Gasarta, a menys de 12 km al sud de Baidoa a 10 km al nord de Daynunay i que havia destruït cinc tancs etíops. En canvi el ministre de defensa del GFT Barre Shire Hirale reclamava haver reconquerit Iidale després d'un combat amb més de 100 baixes. DE Kismaayo van sortir 1000 homes per lluitar amb les corts. La intervenció de l'aviació etíop va posar fi a la resistència. Dinsoor i Buurhakaba o Burhakaba forem bombardejades i al nord Bandiiradley o Bandiradley al Mudug i Beledweyne a Hiiraan. El viceministre de defensa del govern, Salad Ali Jele, va dir que estaven a punt de conquerir Burhakaba. S'haurien produït manifestacions a Mogadiscio en protesta pels atacs aeris etíops.
El dia 25 de desembre la batalla de Baidoa s'havia pràcticament acabat i els avions etíops bombardejaven els aeroports de Mogadiscio i Bali-Dogle (115 km al nord-oest de la capital) prop de Wanlaweyne i a mig camí entre la capital i Burhakaba. Almenys una persona va morir en els atacs aeris a la capital i altres van resultar ferides. Les forces etíops van ocupar Beledweyne i Buuloburde a Hiiraan, i dotzenes de tancs etíops es van dirigir cap a Jowhar, acompanyats del senyor local de la guerra Mohamed Omar Habeb 'Mohamed Dhere' que esperava restablir el seu control sobre la ciutat. Dinsoor i Burhakaba estaven assetjades. i la lluita avançava de Dinsoor cap a Rama-Addey. Els islamistes dirigits per Aden Ayrow, un veterà de l'Afganistan, presentaven forta resistència tot i el seu reduït armament. A final del dia Dinsoor va caure en mans dels etíops.
El dia 26 de desembre les forces islamistes van abandonar les seves posicions a Burhakaba i Dinsoor abandonant el seu equip militar i es van retirar cap a Mogadiscio. REls etíops van entrar a Buurhakaba o Burhakaba quan ja havia estat evacuada. Un portaveu etíop també va informar d'haver entrat a Dinsoor sense oposició. Tot i així els milicians locals encara operaven. Atacs aeris es van fer aquest dia a Leego, a l'est de Buurhakaba o Burhakaba amb tres morts.
Meles Zenawi d'Etiòpia va anunciar que el seu país volia retirar les tropes en poques setmanes i que el seu objectiu era damnar la capacitat militar de les corts, i el sentiment d'invencibilitat, i assegurar un futur més equilibrat per les converses de pau. Estats Units va anunciar el seu suport a l'operació militar etíop, entenent els motius de seguretat al·legats pels etíops. Qatar com a president del Consell de Seguretat de l'ONU, va fer una crida a la pau i la retirada de les forces internacionals. La proposta no va tenir el suport dels membres permanents del consell de seguretat.